# چوری ویگو (موکگوا-پونو)
چوری ویگو (به اسپانیایی: Churi Wiqu) یک کوه در پرو است که در منطقه موکگوا واقع شده‌است. چوری ویگو ۵٬۰۰۰ متر بالاتر از سطح دریا واقع شده‌است.